# Ludwig Ritterspacher
Ludwig Ritterspacher (* 10. März 1883 in Waldmohr; † 23. April 1964 in Zweibrücken) war ein deutscher Jurist und Politiker (CDU). 

## Leben und Beruf
Ritterspacher ist Sohn des Landwirts Karl Ritterspacher und dessen Ehefrau Maria, geb. Meisel. Nach dem Abitur am Gymnasium in Zweibrücken studierte er von 1901 bis 1904 Rechtswissenschaften an den Universitäten in München und Berlin. Er absolvierte von 1905 bis 1908 den juristischen Vorbereitungsdienst, bestand 1908 das zweite juristische Staatsexamen und wurde ein Jahr später bei der Staatsanwaltschaft in Landau beschäftigt. Von 1909 bis 1911 war er Assessor in Diedenhofen. Anschließend wurde er als Rechtsanwalt zugelassen. Er war 1911/12 als Rechtsanwalt in Waldmohr, von 1912 bis 1916 als Amtsanwalt in Bergzabern, von 1916 bis 1925 als Amtsrichter in Pirmasens und seit 1925 als Landgerichtsrat in Frankenthal tätig. Am 15. Mai 1919 hatte er in Pirmasens die pfälzische Mundartdichterin Else Hene geheiratet, die am 27. Januar 1898 in Pirmasens zur Welt gekommen war und am 22. April 1952 in Neustadt an der Weinstraße verstarb. Die Ehe blieb kinderlos. Die Nationalsozialisten wollten Ritterspacher  als „politisch unzuverlässig“ aus dem Justizdienst entlassen. Doch der Versuch scheiterte. So wurde er 1937 wegen seiner jüdischen Ehefrau als „jüdisch versippt“ aus dem Staatsdienst entlassen. Danach arbeitete er bis 1939 als Versicherungsvertreter in Frankfurt am Main. Seit 1940 war er juristischer Sachbearbeiter bei einem Unternehmen in München.
Ritterspacher wurde 1945 in Zweibrücken zum Landgerichtspräsidenten ernannt und war seit dem 1. Januar 1946 Präsidialdirektor und Leiter der Justizverwaltung Hessen-Pfalz. Vom 1. April 1947 bis zum 30. Juni 1949 wirkte er als Oberlandesgerichtspräsident in Neustadt an der Weinstraße. In zweiter Ehe war er mit der Witwe Hedwig Heß verheiratet.

## Partei

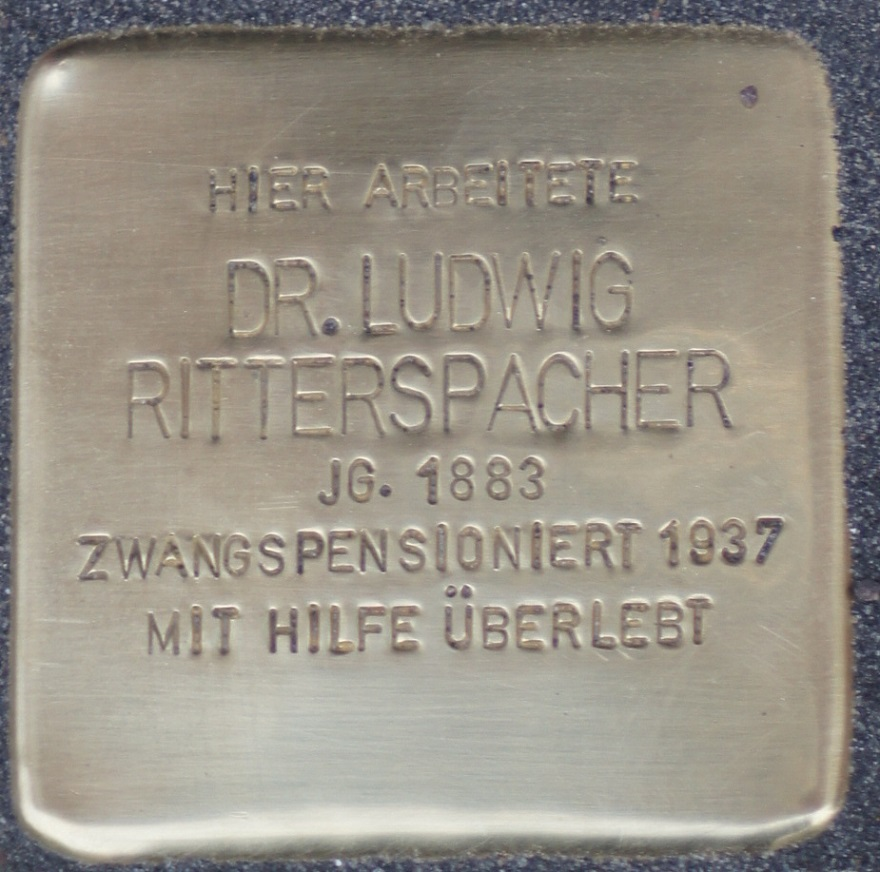
Stolperstein für Ludwig Ritterspacher vor dem Landgericht Frankenthal

Ritterspacher war in Frankenthal Vorsitzender der Demokratischen Partei und Mitglied des Stadtrates.
Ritterspacher trat nach 1945 in die CDP ein, aus der später der Landesverband der CDU Rheinland-Pfalz hervorging.

## Abgeordneter
Ritterspacher war 1946/47 Mitglied der Beratenden Landesversammlung des Landes Rheinland-Pfalz und dort Vorsitzender des Verfassungsausschusses. Dem Rheinland-Pfälzischen Landtag gehörte er von 1947 bis 1951 an.

## Ehrungen
- 1961: Bayerischer Verdienstorden